# Rhoキナーゼ
Rhoキナーゼ（英: Rho kinase, Rho-associated protein kinase、ROCK）は、AGC（PKA/PKG/PKC）ファミリーに属するセリン/スレオニンキナーゼである。主に細胞骨格に対して作用し、細胞の形態や移動を調節する。
ROCK（ROCK1とROCK2）は、哺乳類（ヒト、ラット、マウス、ウシ）、ゼブラフィッシュ、ツメガエル、無脊椎動物（Caenorhabditis elegans、カ、ショウジョウバエ）、ニワトリで同定されている。ヒトのROCK1は158 kDaで、低分子量GTPアーゼであるRhoAの下流のエフェクターである。哺乳類のROCKは、キナーゼドメイン、コイルドコイル領域、PHドメインから構成される。GTP結合型RhoAが存在しない場合にはROCKは分子内で折りたたまれ、PHドメインが自己阻害によってROCKのキナーゼ活性を低下させる。
ラットのROCKはRhoのエフェクターとして発見され、MLC（ミオシン軽鎖）をリン酸化することでストレスファイバーやフォーカルアドヒージョンの形成を誘導する。このリン酸化によってアクチンはミオシンIIへの結合が強化され、収縮性が増大する。マウスでは2つのアイソフォームRock1とRock2が同定されており、Rock1は主に肺、肝臓、脾臓、腎臓、精巣で発現しているのに対し、Rock2は主に脳と心臓に分布している。
ROCKは、プロテインキナーゼCとともに、カルシウムイオンの取り込みの調節にも関与している。カルシウムイオンはミオシン軽鎖キナーゼを刺激し、収縮を強制する。ROCKは平滑筋細胞におけるカルシウム感受性を決定しているセリン/スレオニンキナーゼである。

## 機能

ROCKの役割とその調節

ROCKは低分子量GTPアーゼRhoの下流のエフェクタータンパク質である。Rhoは細胞骨格の主要な調節因子の1つであり、ROCKも広範囲の細胞内現象に関与している。

### アクチンと細胞遊走の調節
LIMキナーゼ、ミオシン軽鎖、ミオシン軽鎖ホスファターゼなど、さまざまな基質がROCKによってリン酸化される。これらの基質はリン酸化されると、アクチンフィラメントの組織化や収縮性の調節をもたらす。

#### アクチンフィラメント量の調節
ROCKは、間接的にアクチンフィラメントの脱重合を阻害する。ROCKはLIMキナーゼをリン酸化して活性化し、LIMキナーゼはADF/コフィリンをリン酸化することでアクチン脱重合活性を不活性化する。その結果、アクチンフィラメントは安定化され、その数も増加する。細胞が移動を行うためには継続的なアクチン重合が必要であるが、アクチンフィラメントの安定化によってアクチン単量体は時間経過とともに枯渇するようになる。このように、安定なアクチンフィラメントの増加はアクチン単量体の減少をもたらし、細胞遊走の低下に寄与する。

#### 細胞の収縮性の調節
ROCKは細胞の収縮を促進し、細胞-基質間の接触を促進することによる細胞遊走の調節も行う。ROCKは、ミオシン軽鎖のリン酸化、そしてミオシン軽鎖ホスファターゼの不活性化という2つの異なる機構によって、ミオシンIIのATPアーゼ活性を高める。いずれの場合も、RhoによるROCKの活性化はアクチンストレスファイバー（異なる極性のアクチンフィラメントが交互に並んだバンドル、ミオシンII、トロポミオシン、カルデスモン、ミオシン軽鎖キナーゼから構成される）の形成をもたらし、そしてインテグリンを基盤とする、細胞外基質との未成熟な接着点が形成される。

### その他の機能
- GTP結合型RhoAは、がん抑制タンパク質PTENのリン脂質脱リン酸化活性を刺激する。この刺激はROCKに依存しているようである[8][9]。PTENは、がん細胞でみられる無制御な細胞分裂の防止に重要である。
- ROCKは細胞周期の制御に重要な役割を果たしており、G1期に2つの中心小体の時期尚早な分離を防いでいるようである。また、細胞質分裂の完了に必要な分裂溝の収縮にも必要であることが提唱されている[2][10][11][12][13][14]。
- ROCKはインスリンシグナル伝達経路に対抗しているようであり、細胞のサイズの低下をもたらすとともに、細胞運命決定にも影響を及ぼす[2]。
- ROCKは、アポトーシスを起こしている細胞にみられる形態変化の1つである、ブレブの形成に関与している。アポトーシス促進プロテアーゼであるカスパーゼ-3は、C末端のPHドメインを切断する。その結果、ROCKの自己阻害を行っている分子内の折りたたみが解除され、ROCKのキナーゼ活性が活性化される。また、ROCKはミオシン軽鎖のリン酸化やアクトミオシンの収縮性を調節し、ブレブ形成を調節する[2]。
- ROCKはアクトミオシンの収縮を活性化することで成長円錐の崩壊を誘導し、神経突起の退縮に寄与する。また、ROCKによるCRMP2（英語版）のリン酸化によってCRMP2の軸索伸長促進機能が阻害され、成長円錐の崩壊がもたらされている可能性もある[2]。

- ROCKは細胞間接着を調節する。内皮細胞では、ROCKの活性喪失によってタイトジャンクションの完全性が失われるようである。上皮細胞でも、ROCKの阻害によってタイトジャンクションの完全性が低下するようである。これらの細胞では、活性型ROCKはアクトミオシンの収縮を活性化することで、E-カドヘリンを介した細胞間接触の崩壊を促進しているようである[2]。

他にも、NHE1（Na+/H+交換輸送体、フォーカルアドヒージョンやアクチンの組織化に関与する）、中間径フィラメントタンパク質（ビメンチン、GFAP、NF-L）、F-アクチン結合タンパク質（Adducin、eEF1α、MARCKS、カルポニン、ERMタンパク質）がリン酸化の標的となる。

## ホモログ
ROCK1とROCK2は極めて相同性が高く、両者の配列全体での配列同一性は65％、キナーゼドメインでは92%である。
ROCKは、DMPK、MRCK、シトロンキナーゼなど、後生動物の他のキナーゼとも相同性を示す。これらのキナーゼは全て、N末端にキナーゼドメインが存在し、C末端にコイルドコイル構造やその他の機能的モチーフが存在するという構成をしている。

## 調節
ROCKはRho GTPアーゼの下流のエフェクター分子であり、GTP結合型RhoがROCKに結合することでROCKのキナーゼ活性は高まる。 

### 自己阻害
ROCKの活性は、分子内自己阻害によって調節されている。一般的にROCKタンパク質は、N末端にキナーゼドメイン、そしてC末端にコイルドコイル領域、そしてシステインリッチドメイン（CRD）を含有するPHドメインという構成をしている。Rho結合ドメイン（RBD）は、PHドメイン直前のきわめて近接した位置にある。ROCKのキナーゼ活性は、C末端側のRBDとPHドメインがN末端側のキナーゼドメインへ分子内で結合することで阻害されている。こうした分子内で折りたたまれた状態のROCKでは、キナーゼ活性はオフとなっている。GTP結合型RhoがRBDに結合するとROCKは分子内での折りたたみを行うことができなくなり、自己阻害相互作用は破壊されてキナーゼドメインが解放され、キナーゼ活性はオンとなる。

### その他の調節因子
RhoがROCKの唯一の活性化因子であるわけではない。ROCKは脂質、特にアラキドン酸によって調節されており、またタンパク質のオリゴマー化によってもN末端のトランスリン酸化が誘導される。

## 疾患
ROCKシグナル伝達経路は心血管疾患のほか、アルツハイマー病、パーキンソン病、筋萎縮性側索硬化症などの神経変性疾患、そしてがんといった多くの疾患に重要な役割を果たしていることが示されている。一例として、ROCKはスタチンの多面的作用に重要な役割を果たしていると考えられている。また、ROCK1/2はMRCKα/βとともにがん細胞の遊走の可塑性に関与していることが示唆されている。この現象は薬物治療時のがん細胞に生存上の有利さ（治療抵抗性）をもたらしている。 
がんなど多くの疾患の治療のため、RKI-1447のようなRhoキナーゼ阻害薬の開発が行われている。こうした薬剤は細胞遊走を阻害し、がん細胞が近隣組織へ拡大することを防ぐ可能性がある。